# Franz Wenzel Tobisch

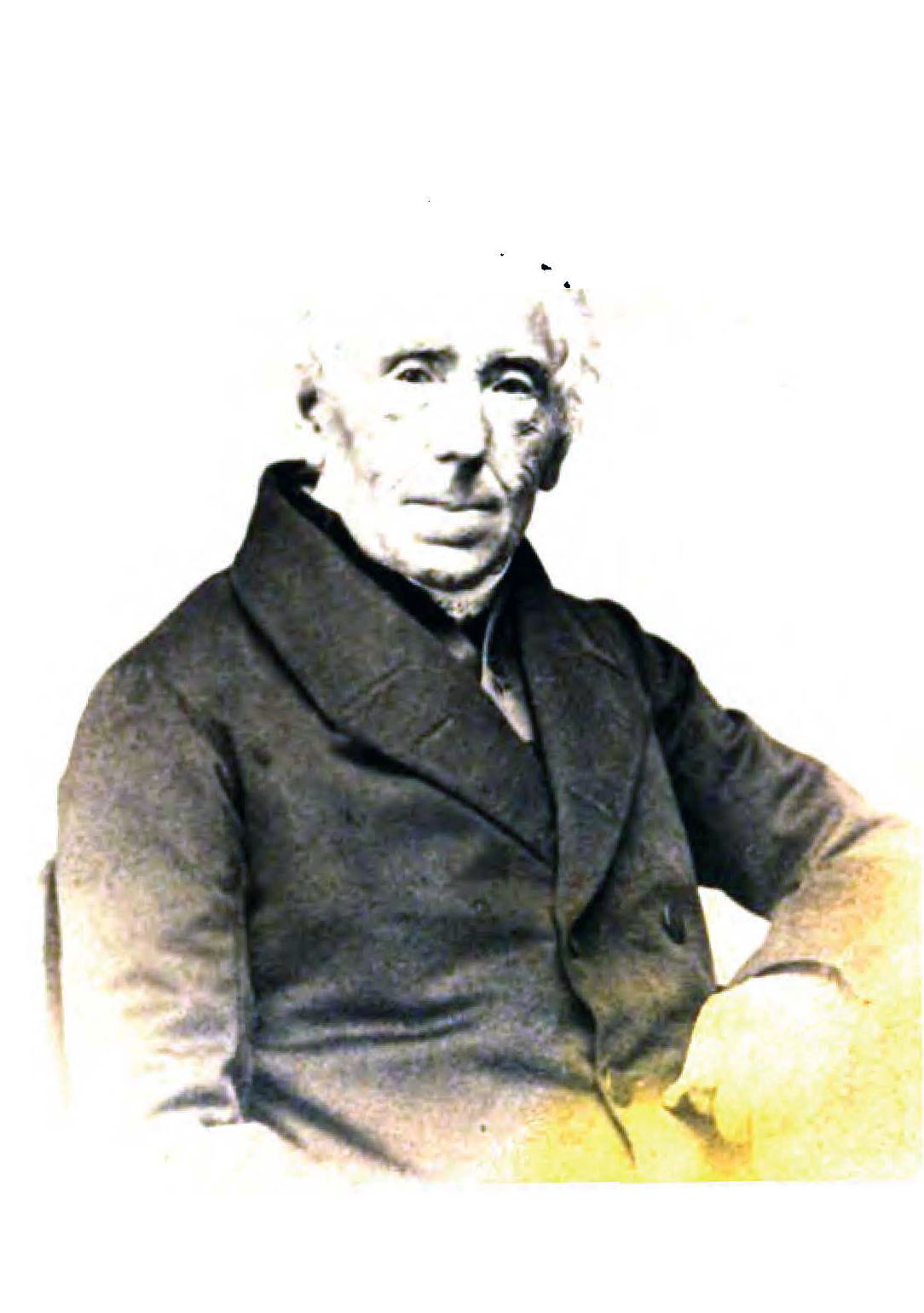
Erzdechant Wenzel Tobisch (1788–1873), Photographie anlässlich seines 50-jährigen Priester-Jubiläums 1864

Franz Wenzel Tobisch (auch Franz Wenzl Tobisch; * 26. Oktober 1788 in Meseritz bei Kaaden, Elbogener Kreis, Böhmen; † 26. Februar 1873 in Teplitz, Leitmeritzer Kreis) war katholischer Geistlicher, Erzdechant, Kanoniker und bischöflicher Notar.

## Leben
Tobisch wurde in Meseritz als erster Sohn des Bauern Franz Anton Tobisch (1756–1821) und der Maria Anna Tschochner aus Klein Schönhof geboren. Zu seinen Geschwistern zählten der Professor für Mathematik, Physik, Geschichte und Latein Johann Karl Tobisch (1793–1855) in Breslau und der Oberlehrer Vincenz Eugen Tobisch (1800–1852) in Breslau. Die Familie Tobisch lässt sich auf den Bauern Martin Tobisch († 1651 in Meseritz) zurückführen und brachte einige Gelehrte und Persönlichkeiten hervor.
Auf Wunsch der Eltern sollte Tobisch Lehrer werden, wurde jedoch auf Grund seiner vielseitigen Begabung durch den Grafen von Thun auf das Gymnasium nach Kaaden geschickt. Anschließend studierte er an der Karls-Universität in Prag Philosophie und absolvierte die theologischen Studien in Leitmeritz, wo er am 13. April 1814 zum Priester geweiht wurde. Im selben Jahr wurde er Kaplan in Teplitz und hielt in der dortigen Dekanalkirche die erste Predigt. Im Herbst 1818 reiste er als Erzieher des späteren Fürsten Edmund von Clary und Aldringen (1813–1894) mit der gräflichen Familie von Clary und Aldringen nach Wien und zu Beginn des Jahres 1819 nach Italien. Über diese Reise verfasste er ein umfangreiches Tagebuch, welches 1894 von seiner Großnichte Marianne Eggersberg redigiert und als Serie in Auszügen im Teplitz-Schönauer Anzeiger abgedruckt wurde.

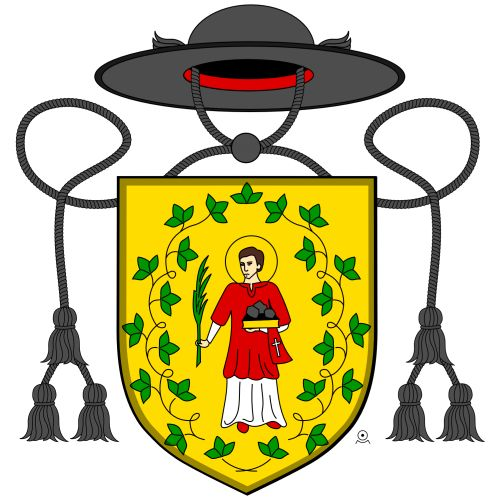
Wappen des Domkapitels von Leitmeritz, deren Angehöriger Tobisch seit 1864 als Domherr und Erzdechant war

In Teplitz wurde er 1820 zum Schlosskaplan ernannt und behielt diese Stelle bis zu seiner Ernennung zum Dechanten am 17. April 1845. Später wurde er zum bischöflichen Notar, Konsistorialrat und schließlich zum Erzdechanten von Teplitz ernannt. Durch Kaiser Franz Joseph I. wurde Tobisch 1859 für sein Engagement für Kirche, Volk und Staat mit dem Goldenen Verdienstkreuz mit der Krone ausgezeichnet.
Am 24. April 1864 konnte Tobisch sein 50-jähriges Priester-Jubiläum begehen. Anlässlich dieses Ereignisses zelebrierte die Stadt Teplitz ein mehrtägiges Fest und gab eine 27 Seiten umfassende Denkschrift über das Wirken und die Festlichkeiten heraus. Im gleichen Zuge wurde er von den Stadtverordneten zum Ehrenbürger der Stadt Teplitz ernannt.
Erzdechant Tobisch wurde am 1. März 1873 unter großer Anteilnahme der Teplitzer Bevölkerung auf dem dortigen Friedhof beigesetzt. Der Teplitz-Schönauer Anzeiger widmete ihm einen elfteiligen Nachruf. In seinem Testament bedachte er einige soziale Einrichtungen, unter anderem das Kinderasyl, das Friedrich-Wilhelm-Hospital, den Schulfonds und den Kirchenfonds mit einer Summe von 8.000 Gulden.

## Auszeichnungen
- 1859 Goldenes Verdienstkreuz mit der Krone durch Kaiser Franz Joseph I.
- 1864 Ehrendomherr der Kathedrale zu Leitmeritz[6]
- 1864 Ehrenbürger der Stadt Teplitz